# Pyrgocorypha sallei
Pyrgocorypha sallei är en insektsart som först beskrevs av Henri Saussure 1859.  Pyrgocorypha sallei ingår i släktet Pyrgocorypha och familjen vårtbitare. Inga underarter finns listade i Catalogue of Life.